# Coleccionista de canciones
Coleccionista de canciones es el segundo sencillo promocionado del grupo de pop/rock mexicano Camila (con videoclip incluido, hecho en 2006), sacado de su álbum debut de estudio Todo cambió (2006). Fue lanzado al mercado como el segundo sencillo de dicho álbum bajo el sello discográfico Sony BMG Norte como sencillo el 31 de julio de 2006. En Argentina, fue el tercer corte de dicho álbum.
Esta canción es la que identifica a la telenovela mexicana de la cadena Televisa en colaboración con Fonovideo Productions, Las dos caras de Ana (2006-2007), bajo la producción de Lucero Suárez, Fue protagonizada por Ana Layevska y Rafael Amaya y con la participación antagónica principal de Mauricio Aspe.

## Posicionamiento
| Listas (2007/2008)    | Mayor Puesto |
| --------------------- | ------------ |
| Argentina Top 100     | 1            |
| Top Latino            | 11           |
| Ibero América Top 100 | 5            |
| México Top 100        | 2            |
| Perú Top 100          | 8            |